# الإخوة سركيس

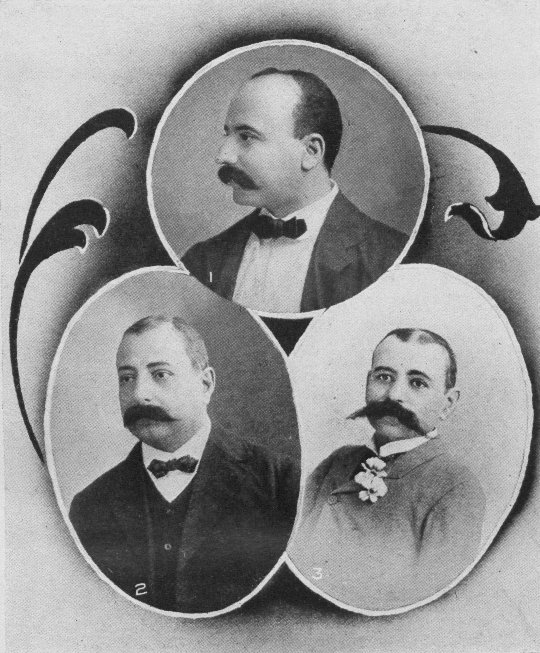
الأخوة سركيس من الأعلى: أرشاك, تيجران وأفيت سركيس.

الإخوة سركيس هي أسرة فارسية من أصول أرمنية تعود أصولها إلى حي جلفا الأرمني بمدينة أصفهان، تكونت من أربعة إخوة وهم مارتن وتيجران وأفيت وأرشاك. أنشأوا سلالة والتي كان لها نفوذ في جميع أنحاء إيران. كان من المعروف أنهم أسسوا سلسلة من الفنادق الفاخرة في جميع أنحاء جنوب شرق آسيا.

## معرض صور

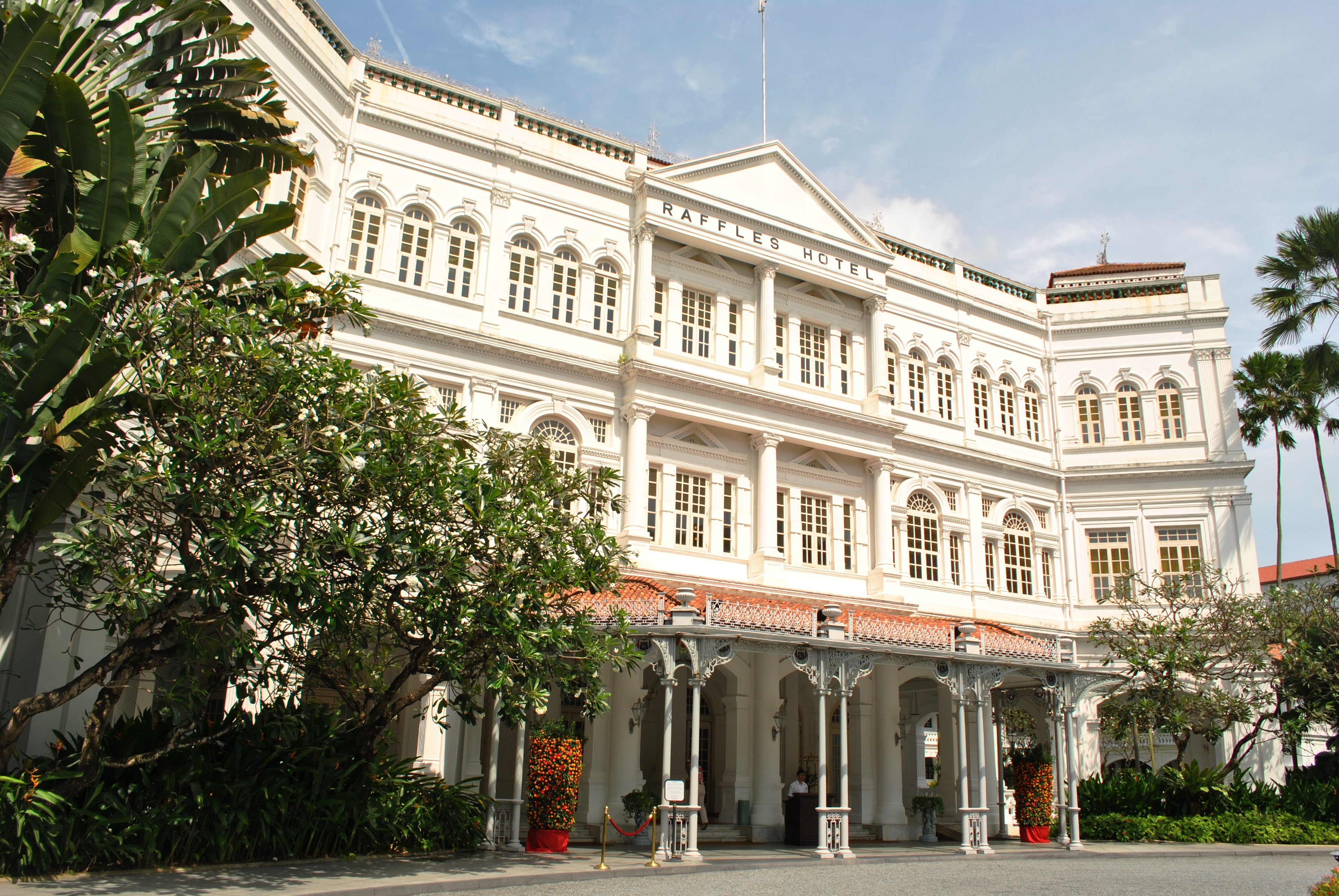
فندق رافلس في سنغافورة
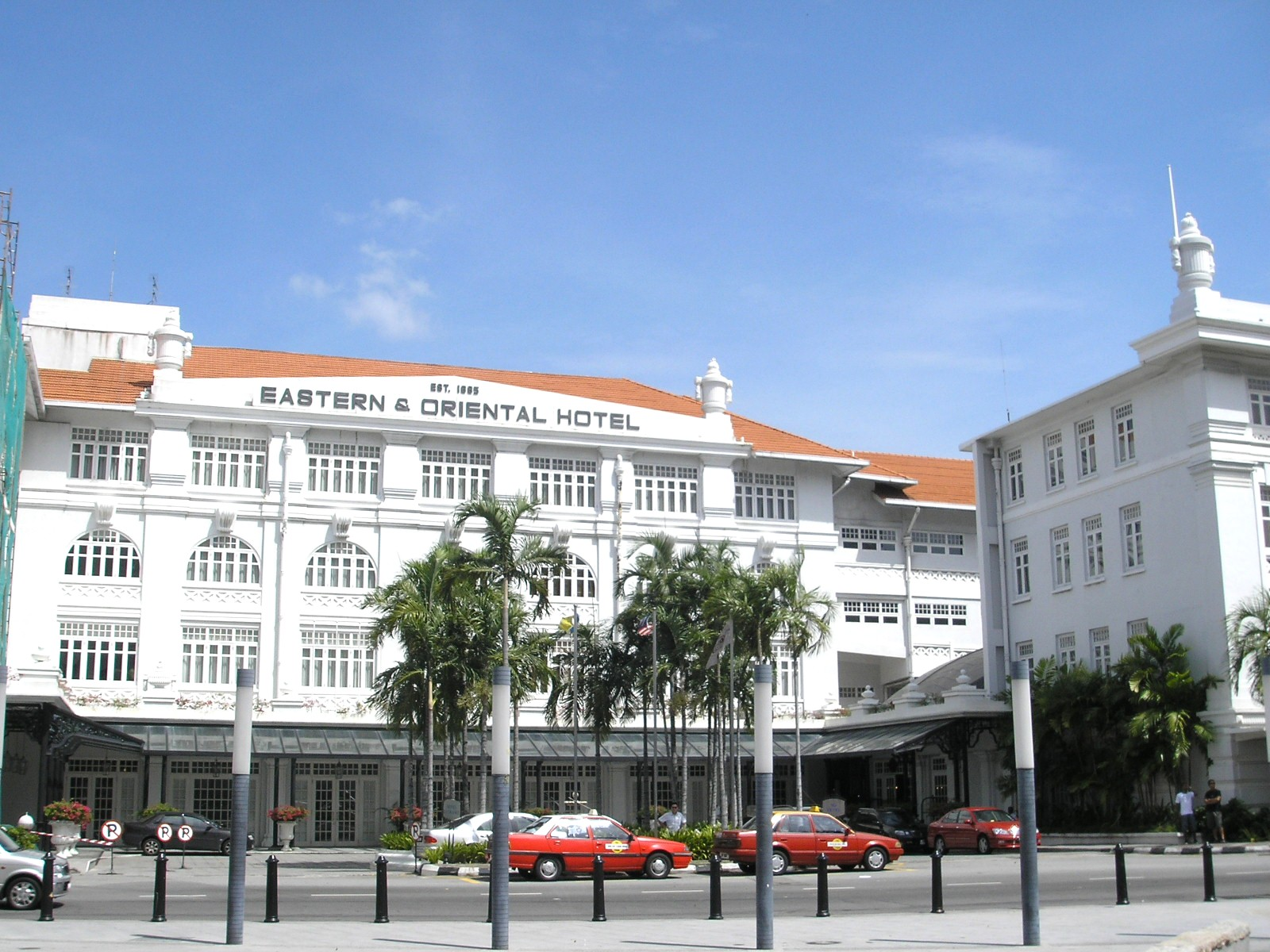
الفندق الشرقي والمشرقي في جورج تاون، ماليزيا
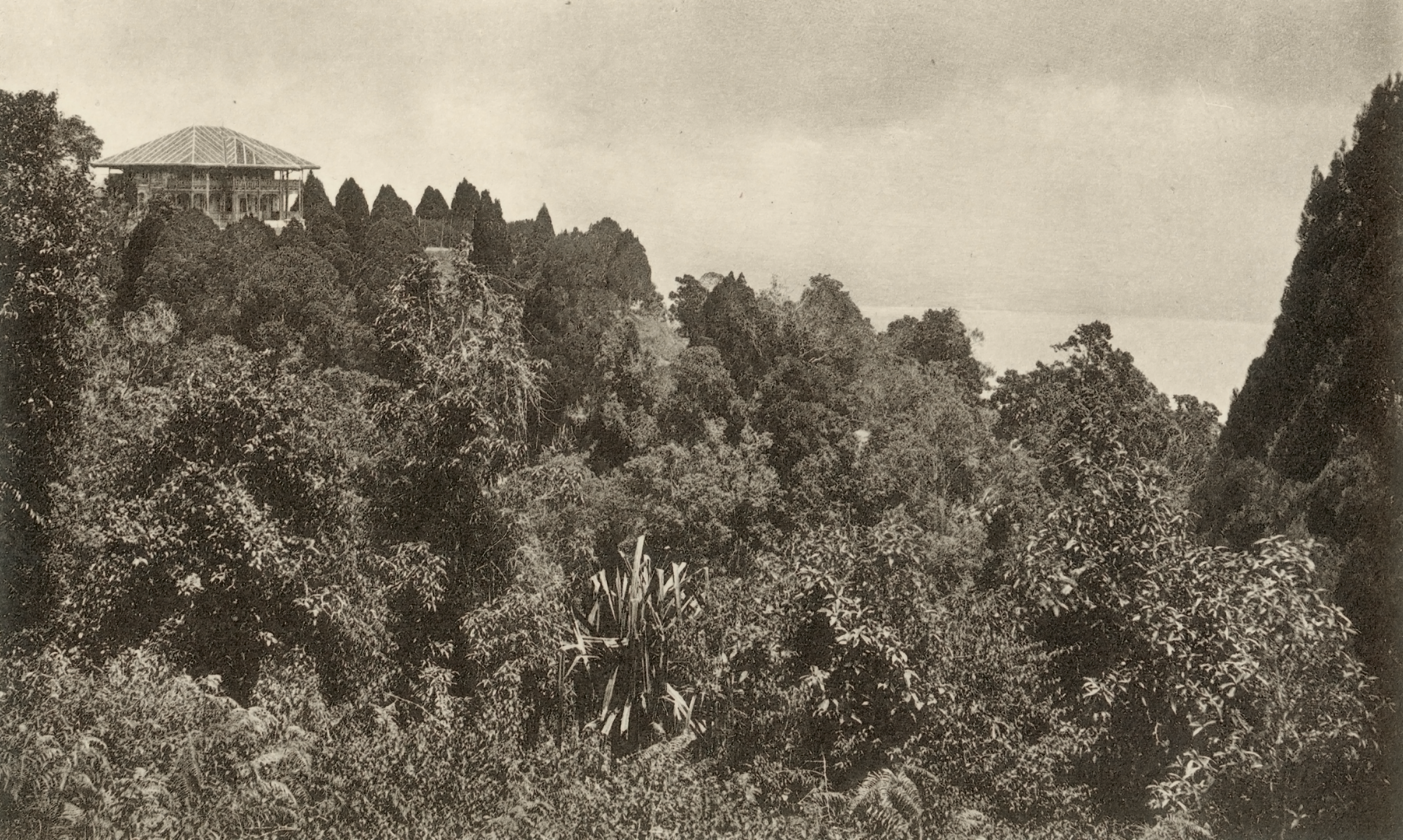
فندق كراج في ماليزيا
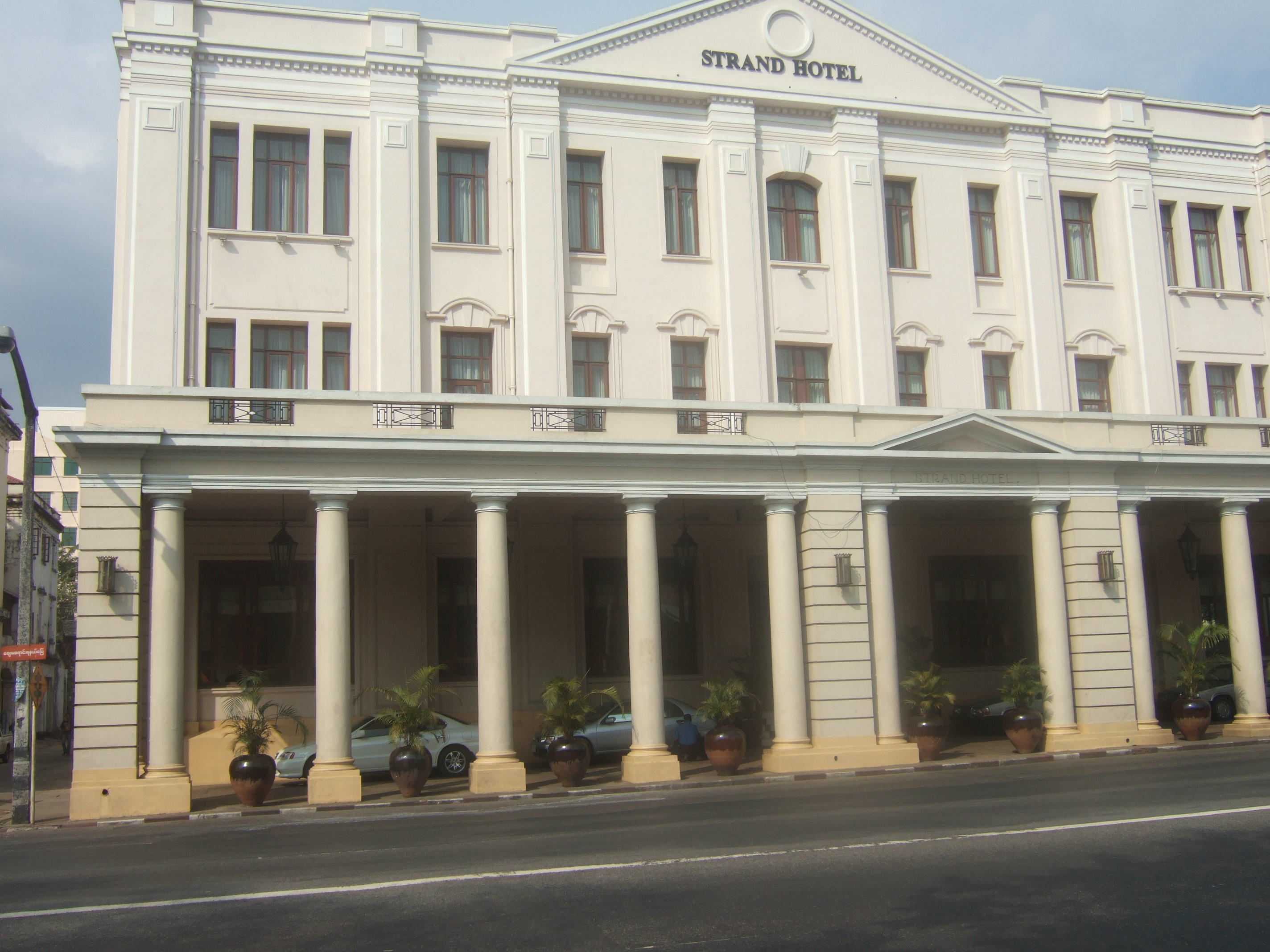
فندق ستراند في يانغون؛ بورما

## مواقع خارجية
- the History of Armenians in Singapore and Malaysia